# Nowoswitliwka
Nowoswitliwka (ukrainisch Новосвітлівка; russisch Новосветловка Nowoswetlowka) ist eine Siedlung städtischen Typs in der Oblast Luhansk im Osten der Ukraine mit etwa 3700 Einwohnern (2014).

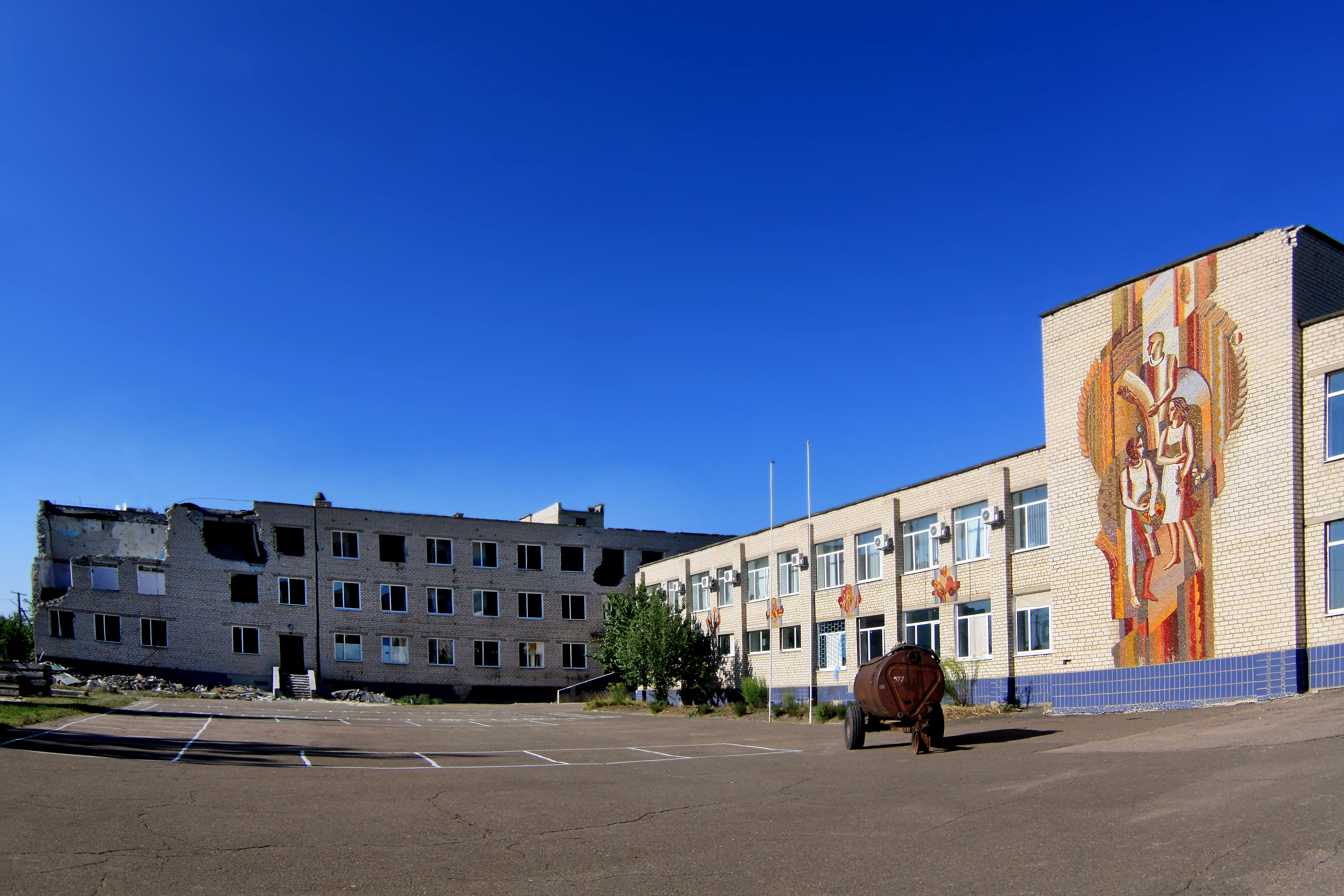
Schule im Ort

## Geographie
Nowoswitliwka liegt am Luhantschyk (Луганчик), einem 83 km langen Nebenfluss des Siwerskyj Donez und an der Fernstraße M04 zwischen dem 30 km südöstlich liegenden Krasnodon und dem 19 km nordwestlich liegenden Oblastzentrum Luhansk.
Nowoswitliwka gehört administrativ zum Rajon Krasnodon und bildet, zusammen mit den Dörfern Kateryniwka (ukrainisch Катеринівка) und Lysse (ukrainisch Лисе) eine Siedlungsratsgemeinde.

## Geschichte
Die 1860 gegründete Ortschaft besitzt seit 1961 den Status einer Siedlung städtischen Typs. 2014 kam es während der Russisch-Ukrainischen Kriegs zu Kämpfen und großen Zerstörungen in Nowoswitliwka.
Seit Sommer 2014 ist der Ort im Verlauf des Russisch-Ukrainischen Kriegs durch Separatisten der Volksrepublik Lugansk besetzt.